# تنوع زیستی تاریک

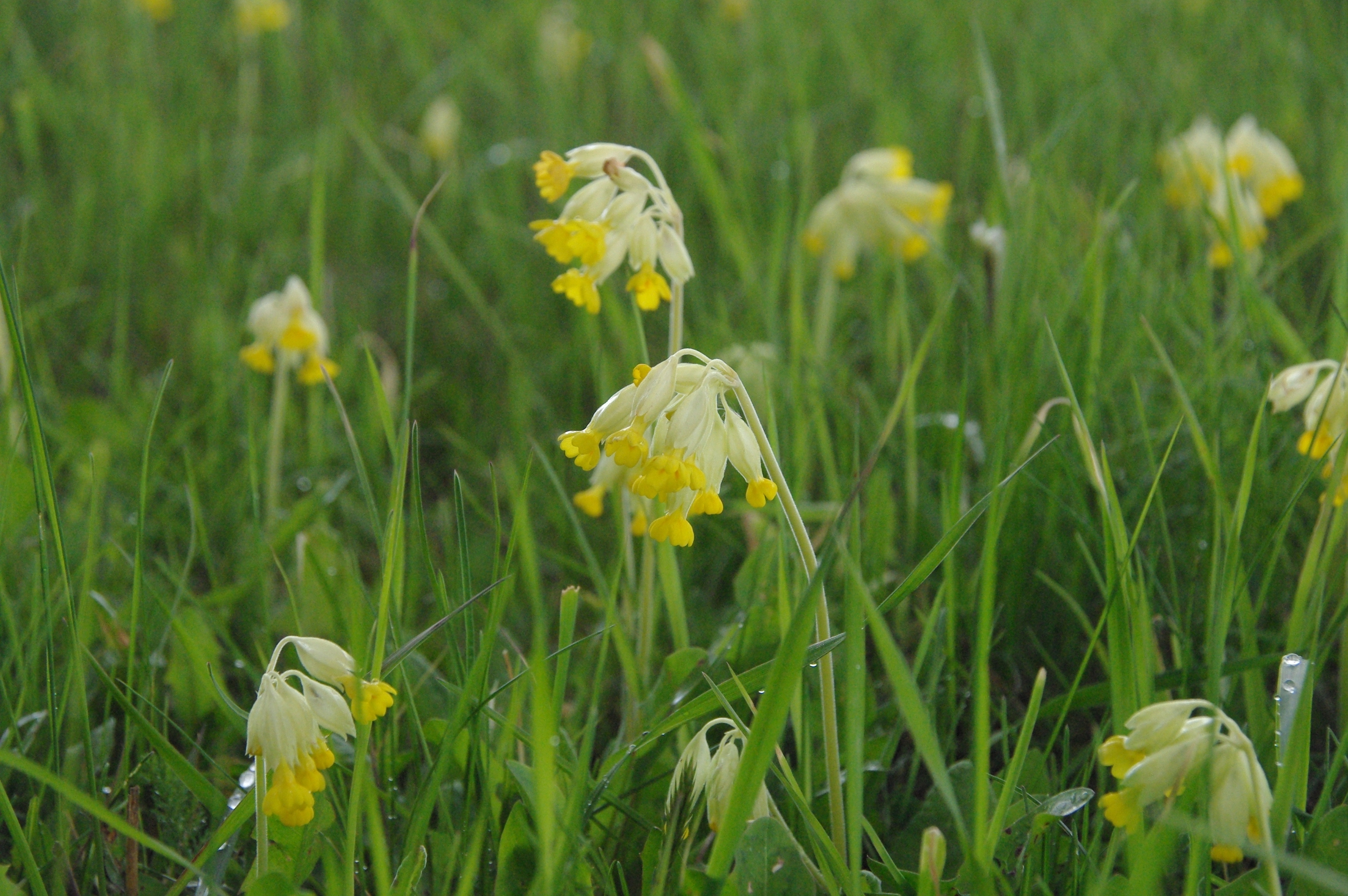
گل گاوزبان معمولی (Primula veris) یک گونه گیاهی رایج در مراتع اروپا است. اگر شرایط محیطی مناسب باشد، اما گل گاوزبان در لکه علفزار مورد مطالعه وجود نداشته باشد، به تنوع تاریک علف‌زار معین وابسته است.

تنوع زیستی تاریک (به انگلیسی: Dark diversity)، مجموعه‌ای از گونه‌هایی است که در یک سایت مورد مطالعه وجود ندارند اما در منطقه پیرامونی وجود دارند و به‌طور بالقوه توانایی سکونت در شرایط اکولوژیکی خاص را دارند. این اصطلاح در سال ۲۰۱۱ توسط سه پژوهشگر از دانشگاه تارتو معرفی شد و از ایده ماده تاریک در فیزیک الهام گرفته شد، زیرا تنوع تاریک نیز به‌طور مستقیم قابل دیده شدن نیست.